# Monumentul Lossenau
Monumentul Lossenau este un monument istoric aflat pe teritoriul municipiului Alba Iulia.

## Istoric și trăsături
Monumentul este amplasat în Piața Cetății și are forma unui turnuleț piramidal, împodobit cu elemente neogotice. A fost ridicat la inițiativa ofițerilor armatei habsburgice din garnizoana Alba Iulia în memoria colonelului Ludwig Losy von Losenau. Acesta a fost comandantul trupelor austriece în Bătălia de la Simeria din 9 februarie 1849, împotriva armatei revoluționare maghiare. Grav rănit în timpul bătăliei colonelul Lossenau a murit câteva zile mai târziu. Piatra de temelie a fost pusă în anul 1852, în prezența împăratului Franz Iosif.
Anul bătăliei în care a fost rănit colonelul Lossenau, 1849, este consemnat pe partea din față a monumentului, în zona mediană. Monumentul a fost restaurat odată cu ampla lucrare de punere în valoare a Cetății Alba Carolina.

## Imagini

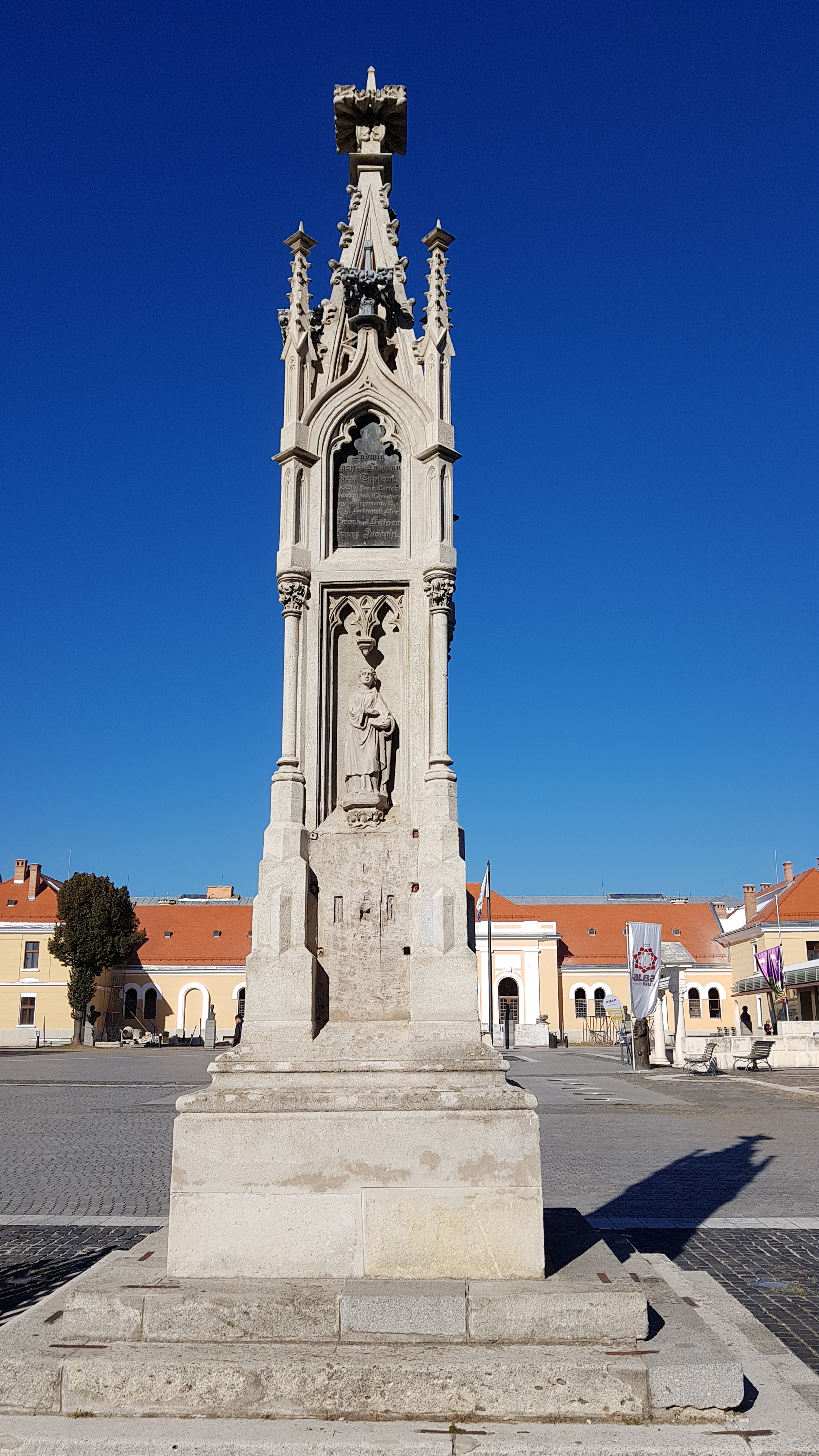
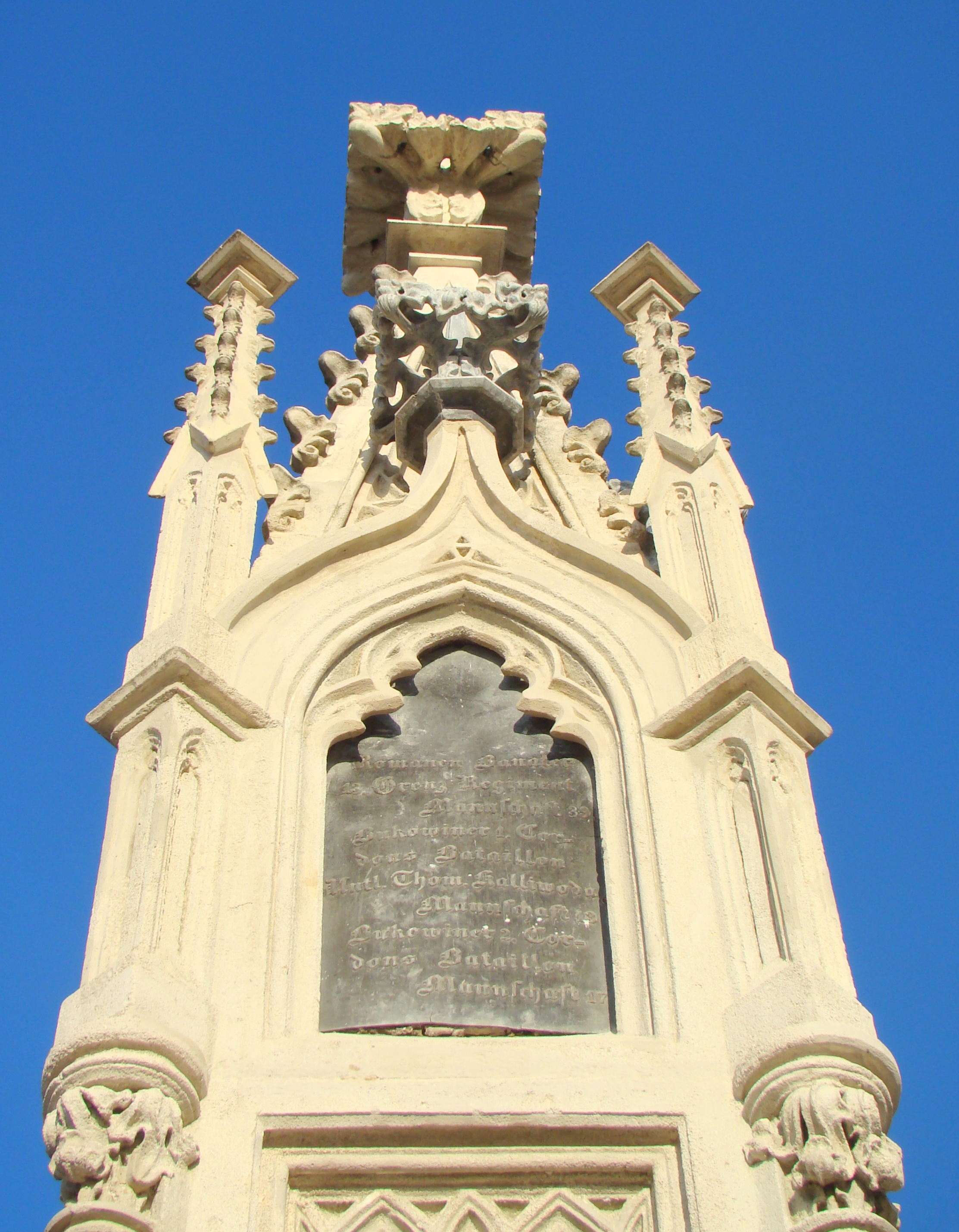
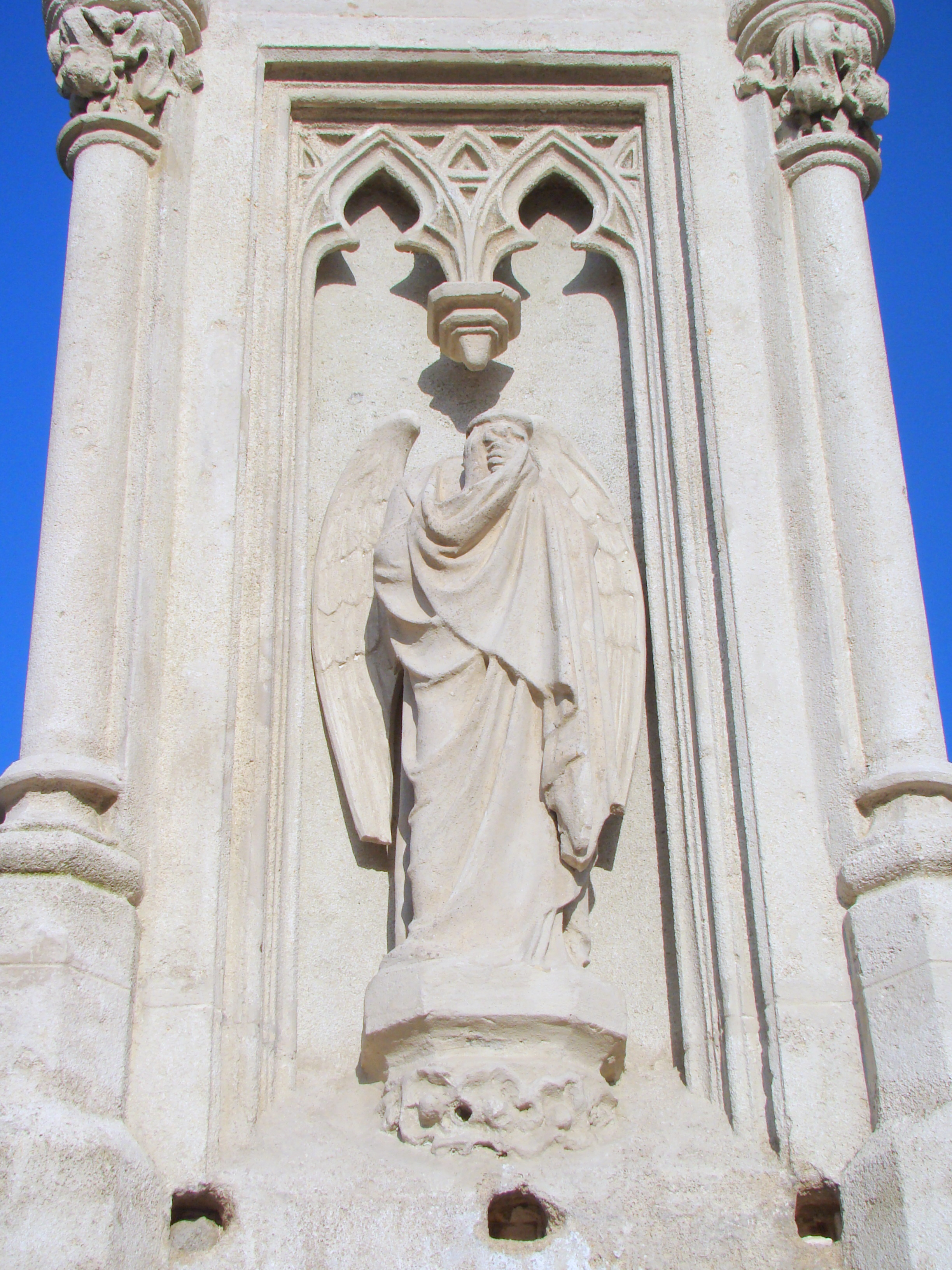
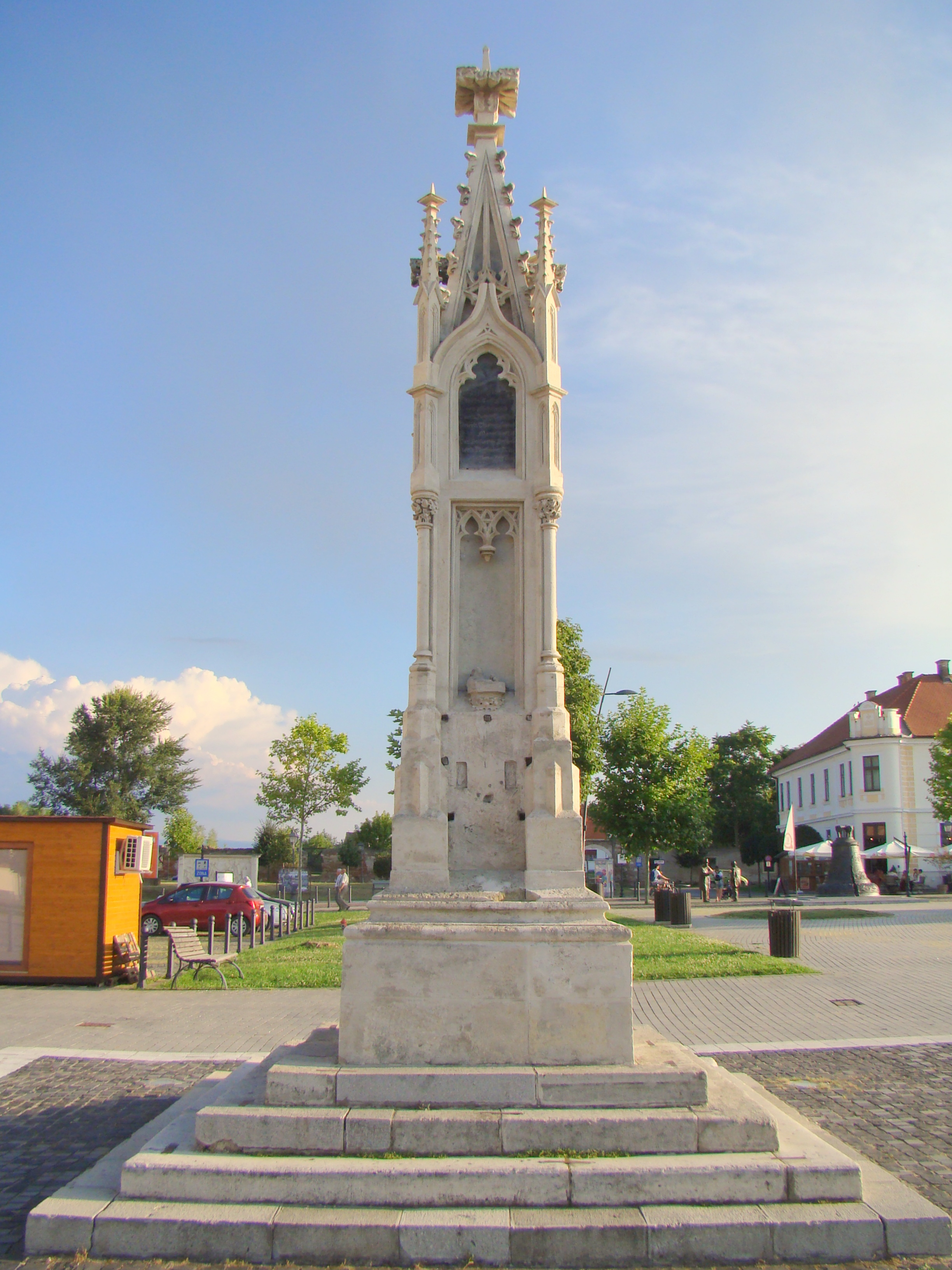
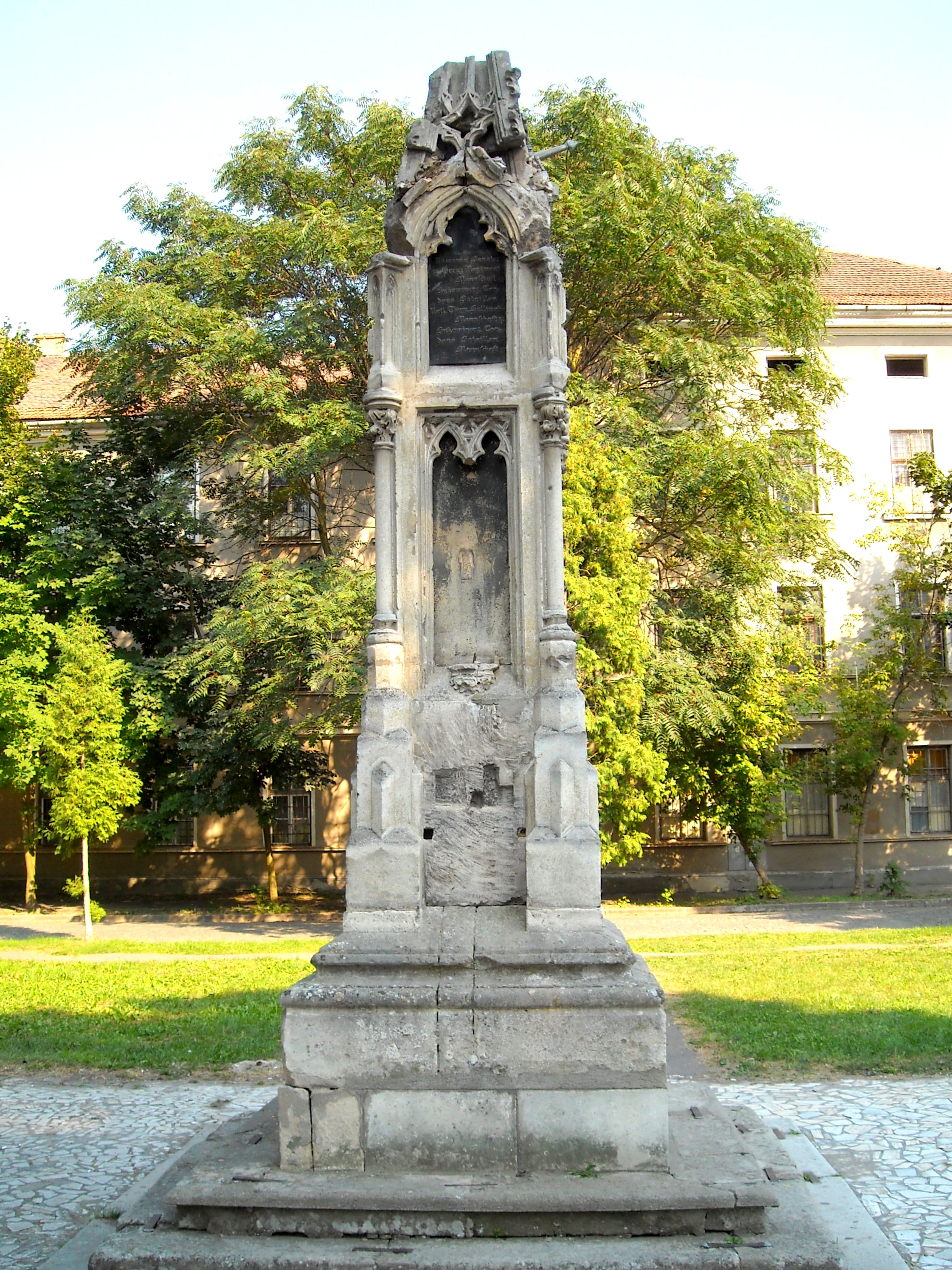
Înainte de restaurare